# おやこであそぼ!ふれあいタイム
おやこであそぼ!ふれあいタイムは、近畿広域圏のNHK教育テレビジョンでのみ期間限定で放送されていた幼児向け5分間番組。

## 概要
女性歌手とNHKのキャラクター・「どーも」と「ななみ」の着ぐるみが登場し、童謡などが歌われる。番組は『バラエティー生活笑百科』で使われる大阪局のT-2スタジオで収録されている。
放送された曲は「たきび」「北風小僧の寒太郎」「ゆき」「ことりのうた」「おつかいありさん」など。「しあわせはくしゅ」が必ず番組最後の曲となっている。
08時30分～08時35分
16時15分～16時20分
2009年 プチプチアニメと 
差し替え

## 出演
毎日替わる複数の親子と出演していた。
- 松原美香（歌のおねえさん）
- どーもくん
- ななみちゃん
- ワンワン

### 過去
- 渡辺かおり（歌のおねえさん）
- 山野さと子（歌のおねえさん）

| スタブアイコン | サブスタブ | この項目は、まだ閲覧者の調べものの参照としては役立たない、テレビ番組に関連した書きかけの項目です。この項目を加筆・訂正などしてくださる協力者を求めています（P:テレビ/PJ:放送または配信の番組）。 |